# Cine5
Cine5 — национальный телеканал в Турции, основанный Эролом Аксоем 20 сентября 1993 года. Это первый платный и зашифрованный канал Турции. Абсолютно бесплатное вещание началось 16 января 2006 года. 15 февраля 2011 года канал был выставлен на продажу и куплен Al Jazeera для запуска Al Jazeera Türk, однако этого так и не произошло (за исключением краткосрочной цифровой трансляции). На 30 декабря 2015 года, телеканал прекратил своё вещание.
Телеканал был доступен для абонаты турецких операторов Digiturk, D-Smart, tivibu, Teledünya, KabloTV и на спутник Türksat 4A 12673 V 9600 3/4 частота до 30 декабря 2015 года.
23 декабря 2015 года руководство канала объявило о ликвидации канала, который долгое время продолжал вещание с повторами своих программ. Здание канала в настоящее время находится в бизнес-центре Gürel (Меджидиекёй) (тур. Mecidiyeköy).